# 多头风毛菊
多头风毛菊（学名：Saussurea polycephala）是菊科凤毛菊属的植物，是中国的特有植物。分布于中国大陆的湖北、四川等地，生长于海拔1,230米至2,200米的地区，见于山坡路边、山坡林缘、山坡及林中，目前尚未由人工引种栽培。